# Comoxo
Comoxo és un poble de la parròquia de Boiro, al municipi corunyès de Boiro, a la comarca d'A Barbanza. Tenia 191 habitants l'any 2010, segons dades de l'INE espanyol, dels quals 91 eren homes i 100 dones.